# 巴魯馬基
巴魯馬基（卡那卡那富語：Parumaci），是台灣卡那卡那富族傳說中的始祖，為了母親而製造出了卡那卡那富族人，並成為他們的頭目。

## 身世背景
巴魯馬基在遠古時代的時候出生在納諸納（natsunga，今內本鹿地區以東，是大洪水前卡那卡那富族生活的地區），他的父母為最早出現在當地的兩個人：阿溝利（'Akori）和妮烏努（Niunu），但在他出生之前，阿溝利不知為何突然失蹤，留下妮烏努一個人養育他長大。妮烏努在一棵他們種的柚子樹下生下巴魯馬基，每當他餓的時候就摘柚子來餵養他。

## 傳說
巴魯馬基長大後，當地仍然相當荒涼、杳無人煙，他和母親的生活又辛苦又孤單，妮烏努也因此經常愁眉苦臉的，直到有一天她因為無意間提到阿溝利而傷心的時候，巴魯馬基決定要保護母親、讓自己的母親開心一點，為此用力踢向旁邊的茄苳樹，震落許多葉片，掉在地上的葉片便紛紛變成了家屋，他再踢一次，這回落下來的葉子變成了一個個人，也就是卡那卡那富族的祖先，巴魯馬基則成為了他們的頭目。